# ANSP 21350
Humérus de Red Hill
L'humérus de Red Hill, de son nom de code ANSP 21350, est la désignation donné à un énigmatique fossile d'un membre supérieur d'un stégocéphale basal indeterminé, découvert en 2002 dans la formation de Catskill, situé en Pennsylvanie, aux États-Unis. Ce fossile à un nombre de caractères primitifs, associés à des autapomorphies qui donnent à l'os un aspect inhabituel et impliquent une morphologie fonctionnelle distinctive.

## Découverte et identification
Le fossile catalogué ANSP 21350 fut découvert en 2002 dans le site fossilifère de Red Hill, situé dans la formation de Catskill, en Pennsylvanie, aux États-Unis. Cette découverte, publié en 2004 dans la revue scientifique Science, concerne un humérus bien conservé d'un « tétrapode » primitif, caractérisée par une constitution non identifiée précédemment chez les autres tétrapodomorphes. Bien qu'ayant été découvert dans la même zone stratigraphique que les genres Hynerpeton et Densignathus, les analyses prouvent qu'ANSP 21350 ne provient en rien des deux taxons, aucune liaison squelettique ayant été découvert.

## Description
ANSP 21350 est le seul fossile connu d'un membre de stégocéphale ayant été récupéré à Red Hill. Bien qu'il ne puisse être attribué avec certitude à Hynerpeton ou à Densignathus (ou même à un troisième taxon), il s'avère être très intéressant pour les paléontologues. Cet humérus présente une mosaïque de caractéristiques dérivés et primitives qui élucident l'évolution des membres chez les premiers tétrapodes. Fonctionnellement, le membre antérieur de ce tétrapode semble mieux adapté à l'appui du tronc et de la tête qu'à la nage. Bien que probablement mal adapté à la marche, il suggère une étape adaptative intermédiaire qui a finalement conduit à l'évolution des tétrapodes.